# 1. deild kvenna 1976
La 1. deild kvenna 1976 (islandese: 1ª divisione femminile), è stata la 5ª edizione della massima divisione del campionato islandese femminile di calcio.

## Stagione
Per la prima volta il calendario viene stilato con gare di andata e ritorno, ma il campionato non può né avere troppe squadre partecipanti né essere così gestito da tutte le squadre che fino all'anno precedente disputavano non più di 6 partite a stagione.
Non tutte le squadre iscritte al campionato precedente hanno i mezzi e le calciatrici per potersi organizzare e gestire una stagione calcistica praticamente raddoppiata e, proprio per questo motivo, si moltiplicano le rinunce a disputare le gare secondo calendario.
È il cambiamento epocale che porterà le società islandesi a migliorare la qualità delle calciatrici a cui è chiesto un più lungo impegno durante la bella stagione.

### Formula
Girone unico all'italiana con gare di andata/ritorno a specchio, ma non sono ancora previste retrocessioni in una categoria inferiore.

## Girone unico

### Classifica finale
Fonti diverse da quella ufficiale.
|                    | Pos. | Squadra          | Pt | G | V | N | P | GF | GS | DR  |
| ------------------ | ---- | ---------------- | -- | - | - | - | - | -- | -- | --- |
| Islanda (bandiera) | 1.   | FH Hafnarfjarðar | 15 | 8 | 7 | 1 | 0 | 41 | 1  | +40 |
|                    | 2.   | Breiðablik       | 13 | 8 | 6 | 1 | 1 | 14 | 2  | +12 |
|                    | 3.   | Víðir            | 6  | 8 | 3 | 0 | 5 | 12 | 18 | -6  |
|                    | 4.   | Fram Reykjavík   | 6  | 8 | 3 | 0 | 5 | 4  | 16 | -12 |
|                    | 5.   | Stjarnan         | 0  | 8 | 0 | 0 | 8 | 1  | 35 | -34 |

Legenda:
      Campione d'Islanda.
Note:
Due punti a vittoria, uno a pareggio, zero a sconfitta.
A parità di punti squadre classificate con la differenza reti.
Spareggio in caso di pari punti in zona promozione e retrocessione.

### Risultati

#### Calendario
| Andata (1ª) | Andata (1ª) | Prima giornata            | Ritorno (6ª) | Ritorno (6ª) |
|             |             |                           |              |              |
| 23 mag.     | 1-3         | Stjarnan-Víðir            | 0-4          | 27 giu.      |
| 25 mag.     | 0-5         | Fram Reykjavík-Breiðablik | 1-2          | 22 giu.      |
| 23 mag.     |             | Riposa: FH Hafnarfjörður  |              | 27 giu.      |

| Andata (2ª) | Andata (2ª) | Seconda giornata            | Ritorno (7ª) | Ritorno (7ª) |
|             |             |                             |              |              |
| 30 mag.     | 4-3         | Víðir-Fram Reykjavík        | 0-0          | 18 lug.      |
| 31 mag.     | 0-0         | Breiðablik-FH Hafnarfjörður | 0-1          | 4 lug.       |
| 30 mag.     |             | Riposa: Stjarnan            |              | 4 lug.       |

| Andata (3ª) | Andata (3ª) | Terza giornata          | Ritorno (8ª) | Ritorno (8ª) |
|             |             |                         |              |              |
| 8 giu.      | 0-0         | Stjarnan-Fram Reykjavík | 0-0          | 11 lug.      |
| 10 giu.     | 5-1         | FH Hafnarfjörður-Víðir  | 2-0          | 11 lug.      |
| 8 giu.      |             | Riposa: Breiðablik      |              | 11 lug.      |

| Andata (4ª) | Andata (4ª)            | Quarta giornata           | Ritorno (9ª) | Ritorno (9ª) |
|             |                        |                           |              |              |
| 13 giu.     | 0-2                    | Víðir-Breiðablik          | 0-5          | 14 lug.      |
| 13 giu.     | 0-9                    | Stjarnan-FH Hafnarfjörður | 0-19         | 18 lug.      |
| 13 giu.     | Riposa: Fram Reykjavík |                           |              | 18 lug.      |

| \| Andata (5ª) \| Andata (5ª) \| Quinta giornata \| Ritorno (10ª) \| Ritorno (10ª) \| \| \| \| \| \| \| \| 16 giu. \| 0-0 \| [3]Breiðablik-Stjarnan[3] \| 0-0 \| 21 lug. \| \| 20 giu. \| 2-0 \| FH Hafnarfjörður-Fram Reykjavík \| 3-0 \| 25 lug. \| \| 20 giu. \| Riposa: Víðir \| \| \| 25 lug. \| |               |                                 |               |               |
| Andata (5ª) | Andata (5ª)   | Quinta giornata                 | Ritorno (10ª) | Ritorno (10ª) |
| |               |                                 |               |               |
| 16 giu. | 0-0           | Breiðablik-Stjarnan             | 0-0           | 21 lug.       |
| 20 giu. | 2-0           | FH Hafnarfjörður-Fram Reykjavík | 3-0           | 25 lug.       |
| 20 giu. | Riposa: Víðir |                                 |               | 25 lug.       |